# 久野誠のドラゴンズワールド
『久野誠のドラゴンズワールド』（くのまことのドラゴンズワールド）は、CBCラジオにおける中日ドラゴンズの応援番組で、2000年10月2日から2009年4月2日まで8年半放送された。

## 概要
一般のスポーツ情報番組とは異なり、一般のスポーツ情報よりもスポーツファン（特にドラファン）のリスナーによる投稿を重視して人気を博す。
プロ野球シーズン中はドラゴンズのこの一週間の試合ぶりを振り返ると共に、リスナーから寄せられるプロ野球を詠った川柳や替え歌等々が目玉になっている。最後にはクイズコーナーもある。
「ラジオで聞く夕刊スポーツ新聞（2005年までのオンシーズンは月曜のみだったので週刊誌）」と名乗っている。
2005年オフシーズンより土曜日夕方に若狭アナが担当していたスポーツ番組「マジスポ」を統合。若狭アナは週末担当として金曜日も担当になった。なお、若狭アナが担当する日の内容については若狭敬一のドラゴンズワールド WEEKEND SPECIALを参照。
2008年オフシーズンより火曜日夕方に宮部アナは「宮部和裕のドラゴンズワールド」を担当していた。
2009年4月2日、後継番組『サウンド・アスリート』へと移行する形で終了となった。

## オープニングテーマ曲
- THE SPECIALS「LITTLE BITCH」 （「Dancemania SUMMERS」「Dance Dance Revolution 2ndMIX」収録）

## 放送時間

### 2008年シーズンオフ
- 毎週月曜 - 金曜　17:53 - 18:40

### 2008年シーズン中
- 毎週月曜　17:53 - 19:00

### 2007年シーズンオフ
- 毎週月曜 - 金曜　17:53 - 18:48
※スポーツ見聞録とほろよいイブニングトークを放送する。

### 2007年シーズン中
- 毎週月曜　17:53 - 19:00
※17:55 - 18:00は鏡月グリーン 旬の一品おとどけしますを放送。

### 2006年シーズンオフ
- 毎週月曜 - 金曜　17:53 - 18:48
※菊正宗 ほろよいイブニングトーク（ニッポン放送制作）を放送するため去年のオフシーズンよりも12分短縮された。

- 毎週土曜　17:00 - 18:45（WEEKEND SPECIAL）

### 2006年シーズン中
- 毎週月曜　18:00 - 18:55

### 2005年度オフシーズン
- 毎週月曜 - 金曜　18:00 - 19:00（金曜はWEEKEND SPECIAL）
- 毎週土曜　17:00 - 18:45　（WEEKEND SPECIAL）

### 2005年までのオンシーズン
- 毎週月曜　18:00 - 19:00

## 出演者

### 編集長
- 久野誠（CBCアナウンサー、オンシーズン：月曜、オフシーズン：月・水・木曜）
- 宮部和裕(CBCアナウンサー、火曜)
- 若狭敬一（CBCアナウンサー、金曜）

### 秘書
- 夏目みな美（CBCアナウンサー、月曜）
- 加藤由香（CBCアナウンサー、火曜）
- 古川枝里子（CBCアナウンサー、水曜）
- 青木まな（CBCアナウンサー、木曜）
- 氏田朋子（CBCアナウンサー、金曜）

### 論説委員（CBC野球解説者）
- 彦野利勝（月曜）
- 小松辰雄（火曜）
- 高木守道（水曜）
- 木俣達彦（木曜）
- 落合英二（金曜）

### ドラ番記者 （CBCアナウンサー）
- 水分貴雅
- 角上清司
- 塩見啓一
- 伊藤敦基
- 高田寛之
- 西村俊仁

ほぼ毎週月曜日に井端弘和が電話で生出演（移動などの関係で都合がつかない場合は録音、月曜日に試合がある場合は出演なし）していた。落合英二が現役の頃も同じように電話出演していた。

## 過去の出演者

### 秘書
- 古木淑恵　（元CBCアナウンサー）
- 鷲塚美知代（元CBCアナウンサー）
- 占部沙矢香（元CBCアナウンサー）

## 過去のオフシーズンの番組
- この番組が始まる以前、シーズンオフの番組としては「VIVA!!ドラゴンズ」が日曜日を除く毎夕放送された（のちに、スポーツ探偵団→塩見・高田のバリSPOと改題）。久野を含むCBCのスポーツアナウンサーが日替わりで司会を勤め、中日ドラゴンズのチーム情報や選手インタビューなどを構成した。

## 関連番組
- 宮部和裕のドラゴンズEXPRESS
- 若狭敬一のドラゴンズワールド WEEKEND SPECIAL
- CBCドラゴンズナイター